# Fertigpackung
Fertigpackungen sind Verpackungen (meist von Lebensmitteln), die in Abwesenheit des Endverbrauchers verpackt und verschlossen wurden, so dass der Inhalt nicht mehr ohne sichtbare Änderungen der Verpackung manipuliert werden kann.

## Festlegungen
„Fertigpackungen im Sinne dieses Gesetzes sind Verpackungen beliebiger Art, in die in Abwesenheit des Käufers Erzeugnisse abgepackt und die in Abwesenheit des Käufers verschlossen werden, wobei die Menge des darin enthaltenen Erzeugnisses ohne Öffnen oder merkliche Änderung der Verpackung nicht verändert werden kann.“

Gesetzliche Vorschriften regeln Aussehen und Produktkennzeichnung von Fertigpackungen. Vorgeschriebene Packungsgrößen gibt es nur noch für bestimmte Lebensmittel, die in Anlage 1 der FPV aufgeführt sind (Wein, Bier, Branntwein, Milch, Wasser, Limonaden, Säfte, Zucker, Schokoladen und Kakao). Bei allen anderen Lebensmitteln in Fertigpackung kann der Hersteller eigene Packungsgrößen wählen (siehe Abbildung: 375 g). Durch die  Pflicht zur Grundpreiskennzeichnung (bei jedem Lebensmittel muss der Preis pro Kilogramm oder pro Liter angegeben werden), hat der Kunde jederzeit die Möglichkeit, Preise zu vergleichen.
Folgende gesetzliche Vorschriften regeln in Deutschland den Verkauf von Fertigpackungen:
- Fertigpackungsverordnung (FPackV)[1]
- Richtlinie zur Füllmengenprüfung von Fertigpackungen (RFP)
- Mess- und Eichgesetz
- Lebensmittel-Informationsverordnung

Das Eichrecht regelt die maximal zulässigen Abweichungen von den jeweiligen Nennfüllmengen. Die eichamtlichen Fertigpackungs-Überwachungen sollen sicherstellen, dass es nicht zu Unterschreitungen der Nennfüllmengen kommt. Die statistischen Auswertungen sollen den Verbraucher davor schützen, dass die Packung weniger enthält als angegeben. 

Die Vorschriften sollen am Beispiel einer Mehlpackung von 1000 g dargestellt werden:
1. Der Mittelwert aller Packungen darf 1000 g (= Nennfüllmenge) nicht unterschreiten
2. Die zulässige Minusabweichung (bei 1000 g) beträgt 15 g (= 1,5 %)
3. Die Minusabweichungen dürfen von höchstens 2 % der Fertigpackungen überschritten werden
4. Keine Packung darf eine größere Minusabweichung als 3 % aufweisen,[1]

sonst liegt jeweils ein Verstoß vor.

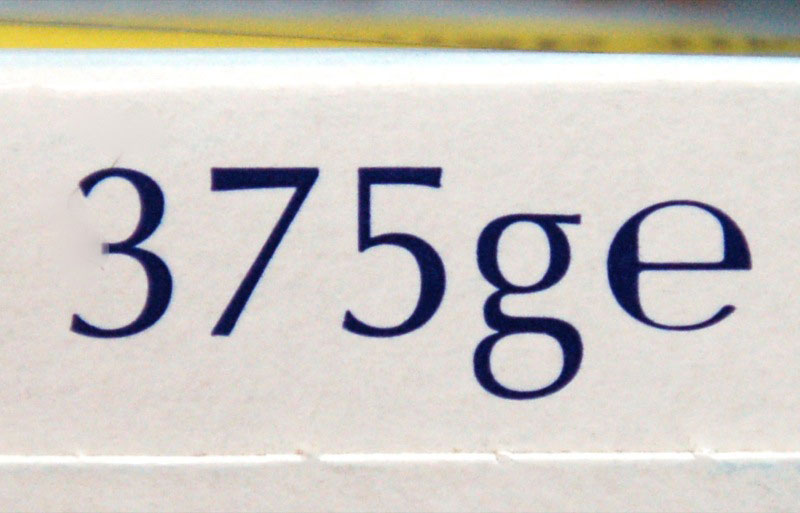
Nennfüllmenge mit beigefügtem EWG-e

## EWG-Zeichen für Fertigpackungen
Das häufig auf Fertigpackungen aufgedruckte kleine „e“ darf aufgedruckt werden, wenn die Nennfüllmenge nicht kleiner als 5 Gramm oder Milliliter und nicht größer als 10 Kilogramm oder Liter ist. Wenn neben der gesamten Füllmenge auch das
Abtropfgewicht anzugeben ist, so bezieht sich das EWG-Zeichen nur auf die gesamte Füllmenge. Packungen, die dieses Zeichen tragen, werden grundsätzlich nur im jeweiligen Mitgliedstaat der Europäischen Union überprüft, in dem sie hergestellt wurden.

## Verantwortlichkeit
Durchgesetzt wird die Einhaltung der gesetzlichen Regularieren durch die lokalen Eichbehörden. Diese Eichbehörden führen in regelmäßigen Intervallen Stichproben von Produkten durch. Fallen einzelne Hersteller negativ auf, werden die Kontrollen verschärft. Im schlimmsten Fall kann eine Produktion stillgelegt werden. Im Normalfall regelt „der Markt“ dies jedoch sehr schnell, da Hersteller kein Interesse daran haben, negative Presse zu erhalten.
Je nach Größe und Produktionsmengen von fertig verpackten Produkten können entweder Stichproben aus der laufenden Fertigung genommen und auf einer neben der Produktionslinie installierten, nicht-selbsttätigen (statischen) Waage geprüft werden oder es wird, bei hohem Produktionsvolumen, eine dynamische oder selbsttätige Waage direkt in die Produktionslinie integriert.
Da sich die Fertigverpackungsverordnung als fester Bestandteil der Qualitätssicherung etabliert hat, bieten viele Waagenhersteller Waagen und Software an, die den Hersteller von fertig verpackten Produkten bei den regelmäßigen Prüfungen unterstützen. Durch den Einsatz dieser Systeme können Hersteller dem Endverbraucher jederzeit nachweisen, wie die Qualitätssicherung gearbeitet hat. Es handelt sich um ein, wie im Eichgesetz gefordert, allgemein anerkanntes Verfahren.